# الطيب السحباني
الطيب السحباني، ولد بتونس العاصمة في 9 مارس 1925، وتوفي بها يوم 5 ديسمبر 2010 ، سياسي ودبلوماسي تونسي.

## قبل الاستقلال
درس الطيب السحباني بفرنسا، وأحرز على التبريز في الآداب العربية. ثم اشغل أستاذا بمعهد الدراسات العليا وبالمعهد الصادقي. وقد نشط منذ كان طالبا في الحزب الحر الدستوري الجديد وفي جمعية طلبة شمال أفريقيا المسلمين بفرنسا. وخلال الصراع بين الزعيمين الحبيب بورقيبة وصالح بن يوسف بين أواخر عام 1955 وبداية 1956 اصطف إلى جانب بورقيبة ونشط في لجان الرعاية التي قاومت بشدة أنصار صالح بن يوسف. وفي مارس 1956 انتخب عضوا في المجلس التأسيسي</ref>.

## الدبلوماسي
في عام 1956 التحق الطيب السحباني بالسلك الدبلوماسي، وقد عين سفيرا لبلاده في عدد من العواصم العربية هي على التوالي: الرباط، ثم القاهرة وطرابلس فيما بين عامي 1968 و1970. كما اشتغل بنفس الخطة في عدد من البلدان التالية: يوغسلافيا وبلغاريا ورواندا. وتولى في أثناء ذلك لمرتين الكتابة العامة لوزارة الشؤون الخارجية آخرهما بين سبتمبر 1978 وسبتمبر 1980. ليعين بعد ذلك مندوبا قارا لتونس لدى جامعة الدول العربية وفي 5 نوفمبر 1986 سمي كاتب دولة لدى وزير الشؤون الخارجية. وقد عين أثناء مشواره الدبلوماسي في عدد من اللجان من بينها: لجنة المصالحة الإفريقية بالكونغو عام 1960، ليسمى في عام 1961 ممثلا شخصيا لأمين عام منظمة الأمم المتحدة داغ همرشولد لدى الحكومة البلجيكية لشؤون الكونغو. وفي عام 1962 ترأس الوفد التونسي في المفاوضات مع الحكومة الفرنسية إثر حوادث بنزرت. وفي عام 1970 عين عضوا في اللجنة العربية العليا للمصالحة بين الحكومة الأردنية ومنظمة التحرير الفلسطينية إثر الأحداث الدموية التي شبت بين الجانبين في أيلول 1970.

## مستشار
سمي الطيب السحباني في 10 ديسمبر 2001 رئيسا للمجلس الاستشاري للمقاومين وكبار المناضلين. وفي 1 أوت 2005 عين بمجلس المستشارين وتولى فيه رئاسة لجنة الشؤون السياسية والعلاقات الخارجية حتى 2010 ثم سمي رئيسا للجنة الشؤون السياسية وحقوق الإنسان والعلاقات الخارجية في 12 أكتوبر 2010.

## إشارات مرجعية
1. 1 2 3 4 5 6  المناضل الطيب السحباني في ذمة الله [وصلة مكسورة] نسخة محفوظة 11 ديسمبر 2010 على موقع واي باك مشين.
2. 1 2 3 4 5  وفاة المناضل الطيب السحباني[وصلة مكسورة]
3. ↑  أول حارس شخصي للزعيم الحبيب بورقيبة في شهادة تاريخية نادرة: اليوسفيون حاولوا قتلي 10 مرّات... وأحبطت مخططــا لاغتيال بن صالح [وصلة مكسورة] نسخة محفوظة 29 نوفمبر 2011 على موقع واي باك مشين.